# Проработка
Проработка — психический механизм и элемент в рамках «техники психоанализа». 
Состоит в осознании и признании анализантом  исходных (вытесненных) причин психической травмы, а затем, не останавливаясь на этом, в реконструкции всей выявленной структуры своих психических процессов. Проработка запускается аналитиком через обсуждение с анализантом и через истолкование («интерпретацию») всей системы травмирующих переживаний.
В итоге анализант перестраивает всё привычное поведение и отношения, обеспечивая этим устойчивое освобождение от власти патогенных шаблонов. Проработка начинается на сеансе анализа (например, через инсайты), но продолжается на сознательном (переосмысление, процедуры типа рефрейминга) и бессознательном уровнях и после него.
Впервые на этот механизм Фрейд указывает в статье «Воспоминание, повторение, проработка», в 1914 году. Он отмечает, что сопротивление нуждается не только в преодолении, но и в «проработке», на что требуется время. Таким образом, здесь он отходит и от идеи отыгрывания симптома (практикуемой в гипнотерапии, в частности, в школе Ж. М. Шарко), и от идеи инсайта (моментального озарения и разрешения проблемы с их осознанием), задавая вопросы о времени как основном терапевтическом механизме психоанализа, и о разворачивании невроза переноса, как одного из основных механизмов психоаналитического процесса.
Вполне возможно быстрое исчезновение симптома, хотя обычно анализант создавал его годами.  Однако при этом сильна тенденция к возврату симптома, в модифицированном или даже неизменном виде.
Технически именно эта проблема и решается при помощи проработки. Ведь симптом понимается в психоанализе как способ удовлетворения влечений, и задача — не устранить сам механизм такого удовлетворения, а поняв, проработать его путём переосмысления и перезаписи.